# Panettieri
Panettieri ist eine italienische Gemeinde mit 310 Einwohnern (Stand 31. Dezember 2023) in der Provinz Cosenza in Kalabrien.
Das Gebiet der Gemeinde liegt auf einer Höhe von 937 m über dem Meeresspiegel und umfasst eine Fläche von 14 km². Panettieri liegt etwa 67 km südöstlich von Cosenza. Die Nachbargemeinden sind Bianchi, Carlopoli (CZ) und Sorbo San Basile (CZ).